# Дубравное (Харьковская область)
Дубравное (укр. Дібрівне) — село в Изюмском районе Харьковской области Украины. До 2020 года находилось в составе упразднённого Барвенковского района.
31 августа 2022 года село Дубровное перешло под контроль Харьковской ВГА.
11 сентября 2022 года украинские войска без боя вернули населенный пункт.

## Население
Население по переписи 2001 года составляло 52 человека.

## Географическое положение
Село Дубравное находится в балке, по дну которой протекает ручей.
Вблизи села Дубравное расположена самая высокая точка над уровнем моря в Барвенковском районе — 232 м.

## Экономика
В селе есть молочно-товарная ферма и небольшой глиняный карьер.